# Imbrasia paradoxa
Imbrasia paradoxa är en fjärilsart som beskrevs av Abel Dufrane 1953. Imbrasia paradoxa ingår i släktet Imbrasia och familjen påfågelsspinnare. Inga underarter finns listade i Catalogue of Life.